# 1500
1500 (MD) fue un año bisiesto comenzado en miércoles según el calendario juliano en vigor en esas fechas. Este año no fue un año bisiesto en el calendario gregoriano proléptico. 
Es el año 1500 de la era común y del anno Domini, el año 500 del segundo milenio, el centésimo y último año del siglo XV y el primer año de la década de 1500.

## Acontecimientos
- 5 de enero: en la actual Italia ―en el marco de la guerra italiana de 1499-1501― Ludovico Sforza reconquista la villa de Milán.
- 26 de enero: en el actual Brasil, el navegante español Vicente Yáñez Pinzón es el primer europeo que avista la desembocadura del río Amazonas.[1]
- 17 de febrero: en Dithmarschen (Alemania) Dinamarca fracasa en su intento por tomar la villa de su esposa, en la batalla de Hemmingstedt.
- 22 de abril: en el actual Brasil, el portugués Pedro Álvares Cabral y sus hombres son los primeros europeos que arriban a ese país.[2]
- En abril, en la actual Italia, el francés Louis de la Trémouille ―en el marco de la guerra italiana de 1499-1501― retoma Milán. Ludovico y Ascanio Sforza son derrotados y apresados.
- 22 de junio: en la actual España el papa Alejandro VI inaugura la escuela Estudi General (actual Universidad de Valencia).
- En agosto ―en el marco de la guerra italiana de 1499-1501― el turco Kemal Reis derrota a los venecianos en la batalla de Modon.
- 11 de noviembre: España y Francia ―en el marco de la guerra italiana de 1499-1501― se reparten el reino de Nápoles por el tratado de Granada.
- 24 de diciembre: el gran capitán Gonzalo Fernández de Córdoba ―en el marco de la guerra italiana de 1499-1501― lidera la toma de Cefalonia, una importante victoria hispano-veneciana sobre el Imperio otomano.
- En diciembre, en la actual Italia ―en el marco de la guerra italiana de 1499-1501―, César Borgia conquista Ímola.

### Sin Fecha
- En Japón se funda la ciudad de Nagasaki.
- Un grupo de navegantes portugueses, dirigidos por Gaspar Corte Real exploran Groenlandia, la península del Labrador y Terranova.
- En la Nueva Granada Una cédula real prohíbe la esclavización de los indígenas.

## Ciencia y tecnología
- Juan de la Cosa realiza su mapamundi.

## Nacimientos
- 6 de enero: Juan de Ávila, religioso español (f. 1569).
- 24 de febrero: Carlos de Habsburgo, rey español entre 1516 y 1556 y emperador romano-germánico entre 1520 y 1558 (f. 1558).
- Fatma Sultan, princesa otomana, hija de Selim I y hermana de Suleimán el Magnífico (f.1573).
- 17 de mayo: Federico II Gonzaga, aristócrata italiano (f. 1540).
- 3 de noviembre: Benvenuto Cellini, escultor italiano (f. 1571).

- Rodrigo Gil de Hontañón, arquitecto español.
- Gómez Pereira, filósofo, médico y humanista español.
- Maurice Scève, poeta francés.
- Sperone Speroni, humanista, estudioso y dramaturgo italiano del Renacimiento (f. 1588).
- Pedro de Valdivia, militar español, primer capitán general de Chile.

## Fallecimientos
- 29 de mayo: Bartolomeu Dias, explorador portugués (n. 1450).
- 19 de julio: Miguel de la Paz, Príncipe de Asturias y Gerona y Príncipe Heredero de Portugal.
- 12 de septiembre: Alberto III, aristócrata alemán.
- 21 de octubre: Go-Tsuchimikado, emperador japonés.

## Demografía
- Las ciudades más pobladas de la Tierra eran:

1. Pekín (China), 672 000
2. Viyaia Nagara (India) 500 000
3. Tenochtitlan (Imperio Azteca) 500 000
4. El Cairo (Egipto) 400 000
5. Hangzhou (China) 250 000
6. Cusco (Imperio Incaico) 250 000
7. Tabriz (Persia) 250 000
8. Estambul (Imperio otomano), 200 000
9. Gaur (India), 200 000
10. París (Francia), 185 000

- La población en España se estima en unos 5 millones de habitantes[3]